# Битва на Білій Горі
Битва на Білій Горі 8 листопада 1620 року (чеськ. Bitva na Bílé hoře) — одна з найважливіших битв Тридцятирічної війни, вирішальна битва Богемського повстання, була битвою між силами чеських (богемських) протестантів і католицькими військами Габсбургів. Це найбільша поразка в історії Чехії, битва яка фактично змінила долю країни. Місцем битви стала височина (382 м над рівнем моря), яка розташована на південно-західних околицях Праги.

## Причини конфлікту
Першопричина конфлікту — опір чехів економічному, політичному і культурному тиску німців (зокрема, емігрантів з німецькомовних Баварії і Саксонії). Антагонізм тягнувся ще з часів Яна Гуса (1371—1415) посилювався релігійною різницею між двома етнічними групами: чехи були переважно прихильниками гуситизму, а німці переважно католиками.
Чехи намагались зберегти максимальну автономію, а німці посилити власні впливи, які їм гарантувало політичне домінування і вплив в імперії Габсбургів. Зростання тиску на протестантів призвело до наростання протестних настроїв серед чеської шляхти. В 1618 році шляхетські делегати зібралися в Празі, щоб скласти протест представникам імператора Фердинанда II Габсбурга. Переговори закінчились конфліктом: двох намісників імператора викинули з вікон празької ратуші в купу гною (обоє залишились живі). Це так звана, «Празька дефенестрація», яка започаткувала повстання в Чехії і тридцятирічну війну.
Імператор вважав наругу над своїми намісниками особистою образою і війна стала невідворотною.
Проте обидві сторони не були готові до війни. Чеські протестанти утворили уряд — директоріат на чолі з Вацлавом Вільгельмом з Руппи.
Уряд провів детронізацію імператора Фердинанда, а 26 липня 1618 року обрав королем Чехії (Богемії) курфюрста Пфальцу Фрідріха V, це в свою чергу, спровокувало загострення конфлікту, і втягнення в нього протестантських князів Німеччини.

## Напередодні
Нідерланди надали чехам допомогу в постачанні зброї і обладнання для піхоти, а також талановитого полководця — Ернста фон Мансфельда. Однак з боку протестантських держав чехи не отримали жодної допомоги і діяли в політичній ізоляції.
Метою посталих чехів було закріпитись в краї та знайти союзників в Сілезії і Моравії. Проте Моравія відмовилась від участі в конфлікті. Сілезія надала певну допомогу, заблокувавши кордон з Польщею, щоб звідти не могла надійти про- католицька інтервенція. Погано озброєна і неорганізована (крім загону Мансфельда) повстанська армія окрім всього не мала єдиного командування. Проте вона налічувала 16.000 людей, котрими керували графи Генріх Матіас Турн і Георг Фрідріх Гогенлое. Вже в липні вони зайняли Чеський Крумлов.
Тим часом прогабсбурзькі сили почали бойові дії. На допомогу імперським військам надійшов французький корпус на чолі з графом Шарлем де Бюкуа. Армія імператора, що налічувала 8 000 піхоти і 6 000 кавалеристів вторглася в Моравію.
На допомогу чехам несподівано прийшов князь Семигороддя Габор Бетлен. В листопаді 1618 року чеська армія і загони князя Бетлена взяли в облогу Відень.
В березні наступного року помирає імператор Матвій Габсбург, а імперія вже готувалась до капітуляції. Неочікуваний поворот настав, коли в імперській армії почала ширитись епідемія, а князь Бетлен був вимушений повернутись до Семигороддя, на яке напали козацькі загони з Речі Посполитої. В результаті чеські частини вимушені були зняти облогу Відня і відступити.

## Позиція
1620 року війська Католицької Ліги, посилені загонами князя Максиміліана Баварського на чолі з графом Тіллі, і іспанською піхотою дійшли до Праги.
На височині Біла Гора, 8 листопада 1620 року зійшлися в битві 28 000 солдатів Католицької Ліги і 22 000 повстанців на чолі з князем Крістіаном фон Ангальт-Бернбергом. Від самого початку католицькі частини мали перевагу, але чеські війська мали рішучий намір обороняти столицю.
Позиція була вибрана досить вдало, правий фланг був прикритий струмком Гостовіц, на березі якого знаходився мисливський замок Гвєзда, лівий фланг був прикритий досить крутим схилом. Перед фронтом знаходився болотистий луг, по якому протікав струмок Шарка, через який можна було перебратися по єдиному мосту. Більш того, супротивник з підніжжя гори не міг провести рекогносцирування цієї позиції.
Протестанти використовували для шикування новий для того часу нідерландський бойовий порядок, який полягав у розчленовуванні сил по фронту на невеликі мобільні загони з глибиною строю не більше 8 шеренг. Такі загони зазвичай становили 2-3 лінії. Новий порядок мав переваги над старим: неглибокий стрій зменшував втрати від дії ворожої польової артилерії, а розчленовування війська на невеликі підрозділи і наявність резервної лінії давала велику гнучкість для управління підрозділами.
Проте війська протестантів не були добре вимуштровані, що не давало змоги використовувати новий стрій ефективно. Чеська армія була побудована в три лінії, останню лінію склали угорські кавалеристи. Протестантські війська були деморалізовані довгим відступом, а також невдалим нічним боєм. У чеського командування постійно виникали проблеми з виплатою платні, війська грабували місцеве населення, а воно відповідало організованим опором.
Напередодні битви Бетлен Габор направив протестантам на допомогу загін в 7 000 чоловік, в день битви він знаходився всього за 20 км від Праги.
Ускладнила ситуацію зрада Масфельда, який був підкуплений Габсбургами і відмовився від керівництва.

## Перебіг битви

Битва на Білій Горі, 8 листопада 1620

Вранці 8 листопада імперці почали переправу через струмок Шарка. Чехи не скористались зручним моментом для атаки, а вирішили чекати ворога в оборонній позиції. Католицькі війська шикувались в старому стилі масивними квадратними колонами, іспанськими терціями, що давало їм велику стійкість в рукопашному бою. На правому фланзі розмістилися п'ять терцій імперців під командуванням Тіллі, і п'ять терцій баварців під командуванням герцога Максиміліана. Кіннота встала в проміжках між терціями.
Першим біля восьмої години атакував Тіллі, намагаючись захопити чеську артилерію. Однак контратака протестантів змусила його відступити.
Головна атака католицьких сил на чолі з графом Бюкуа була спрямована на правий фланг повстанців. Під напором атакуючих чехи розпочали безладний відступ. Його спробував зупинити син головнокомандуючого князь Крістіан, але він загинув в битві. Вирішальну роль в битві зіграв полк Альбрехта Валленштайна, прорвавши ліве крило протестантів.
Розпочалась панічна втеча повстанців з лівого крила. В атаці проти лівого крила брав участь полк з Речі Посполитої (так званих «лісовчиків») на чолі з Станіславом Русиновським. Козацька кіннота розгромила загін угорської кавалерії, здобула 52 штандарти і головний прапор Фрідріха.
Бій тривав до десятої години, з обох сторін загинуло до 2.000 людей. Прагу поспішно покинув обраний король Фрідріх, так званий «зимовий король».
Рештки протестантських сил частково відступили в Саксонію, а частково в Прагу, де згодом капітулювали.

## Наслідки поразки

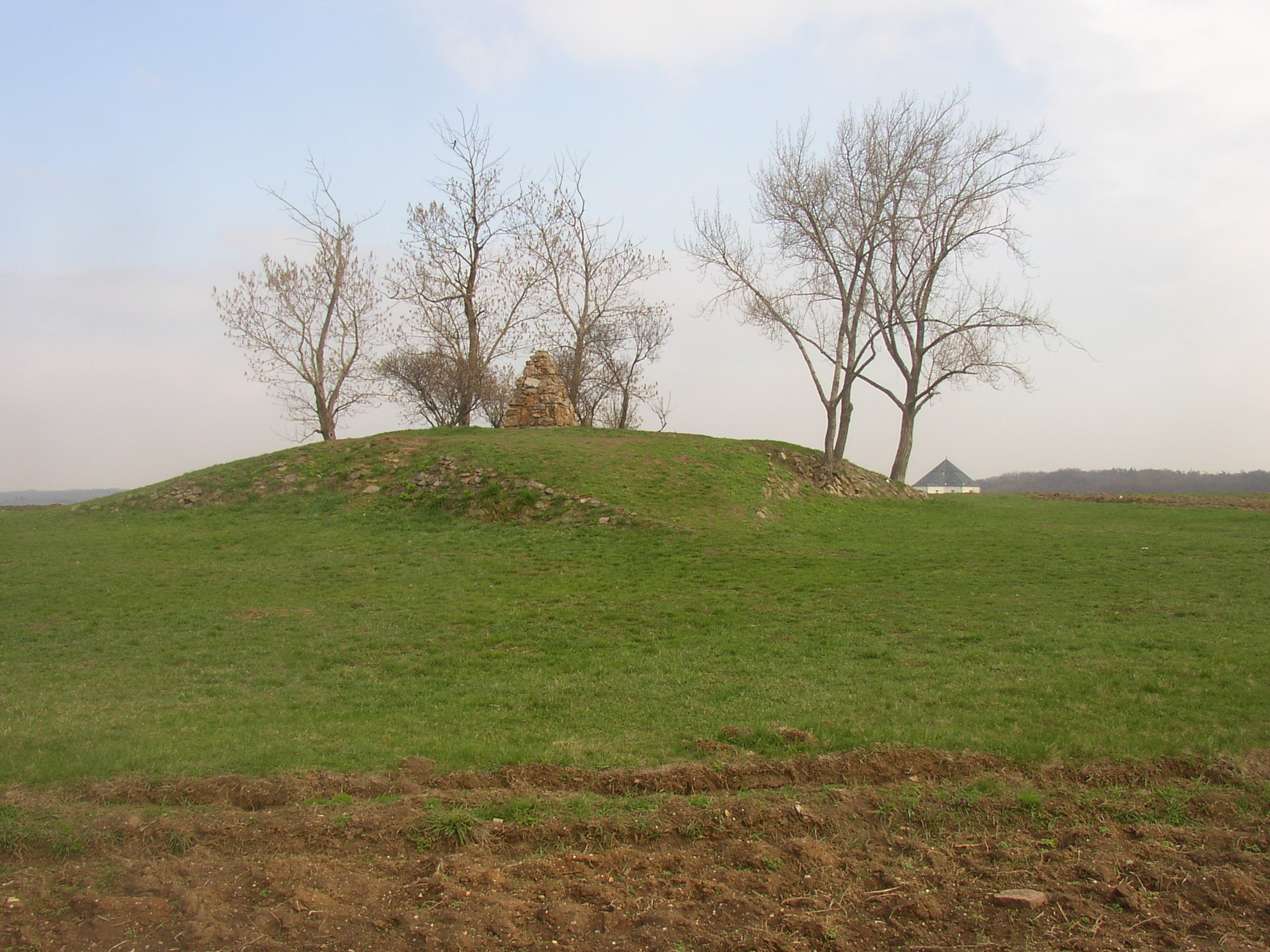
Біла Гора, пам'ятник полеглим у битві, споруджений у 1920

Габсбурги розпочали в Чехії терор: на празькому Старому Ринку було страчено 27 найвидатніших представників гуситської шляхти.
Планово було замордовано 600 представників чеської суспільної і культурної еліти. Були конфісковані маєтки протестантів і вони передані людям, лояльним до імператора. З цього часу беруть початок німецькі аристократичні роди в Чехії: Траутмансдорфи, Шварценберги, Ліхтенштейни.
Розпочалась брутальне покатоличення: костьоли передавались католикам, примусово змінювалось віровизнання, тисячі протестантів тікали в Сілезію і Польщу.
Чехія втратила до 3/4 мешканців.
Габсбурги ліквідували автономію чеського королівства, перетворивши його на власну вотчину, де проводилась політика тотального онімечення.
Наслідком такої політики стало практично повне знищення шляхти і практично всіх вищих і середніх верств суспільства, чеська мова в XVIII столітті перетворилась на мову неосвіченого селянства. Проте попри тиск католицької церкви і політику Габсбургів, ані пам'ять про Яна Гуса, ані усвідомлення багатої культури не загинула і стала джерелом національного відродження в XIX столітті.
Між власне чехами і чеськими німцями проляг глибокий антагонізм який існував аж до 1945 року, коли німецьке населення примусово було виселене з Чехії до Німеччини.